# 最有愛日
最有愛日（有愛日）是2022年2月22日星期二農曆正月廿二日，2有吉祥象徵，寓意成雙成對，愛為中文諧音，在臺灣和中國大陸皆有許多新人，選在這天登記結婚或求婚、告白。在2022年開始受到重視，歡迎程度甚至超越西洋情人節。